# Jeanne de Dampierre
Jeanne de Vivonne (née vers 1510 - morte en 1583), dame de Clermont et baronne de Dampierre, est la première dame d'honneur de la reine de France Louise de Lorraine-Vaudémont de 1575 à 1583.

## Biographie
Fille d'André de Vivonne, baron de la Chataigneraie, et de Louise de Daillon du Lude, elle épouse Claude de Clermont, baron de Dampierre (mort en 1545). Ils ont une fille, Claude-Catherine de Clermont, duchesse de Retz.
Sa mère Louise de Daillon du Lude et sa sœur Anne de Vivonne sont toutes deux membres de la cour de la reine de Navarre Marguerite de Valois-Angoulême, et elle-même y figure depuis l'âge de huit ans. Elle est appréciée par la reine de Navarre, tant qu'à une occasion le roi François Ier lui demande d'agir comme médiateur entre lui et sa sœur. 
Elle est une des dames d'honneur de Catherine de Médicis de 1554 à 1560, 1567 à 1571 et de 1573 à 1575, ainsi que celle d'Élisabeth d'Autriche entre 1571 et 1573. En 1575, elle est nommée première dame d'honneur de la nouvelle reine de France, Louise de Lorraine-Vaudémont. Assistant à la cour de France depuis son enfance, on lui donne la tâche de guider la reine à travers le protocole et de l'aider dans son rôle de reine, tâche qu'elle accomplit avec succès.
Par sa sœur Anne de Vivonne elle était la tante de Pierre de Bourdeille, seigneur de Brantôme, qui se référait souvent à ses connaissances sur la cour de France pour ses ouvrages.

## Postérité
Elle figure en 2022 dans une exposition intitulée Renaissance des femmes, organisée par le château de Blois, et consacrée aux « femmes puissantes de la Renaissance, effacées de l’histoire ».

## Sources
- Jacqueline Boucher, Deux épouses et reines à la fin du XVIe siècle: Louise de Lorraine et ...